# Dinatriumdihydrogendiphosphat
Dinatriumdihydrogendiphosphat Na2H2P2O7, ein Natriumsalz der Diphosphorsäure, gehört zur Gruppe der Diphosphate. Es wird unter anderem als Lebensmittelzusatzstoff verwendet und dabei oft fälschlicherweise als Dinatriumdiphosphat bezeichnet.

## Darstellung und Eigenschaften
Na2H2P2O7 kann aus Natriumdihydrogenphosphat durch mehrstündiges Erhitzen auf etwa 210 °C hergestellt werden:
{\displaystyle \mathrm {2NaH_{2}PO_{4}\longrightarrow \ Na_{2}H_{2}P_{2}O_{7}+\ H_{2}O} }
Alternativ erfolgt die Darstellung durch Umsetzung der Diphosphorsäure mit zwei Äquivalenten Natronlauge.
{\displaystyle \mathrm {H_{4}P_{2}O_{7}+2\ NaOH\longrightarrow \ Na_{2}H_{2}P_{2}O_{7}+2\ H_{2}O} }
Oberhalb dieser Temperatur entsteht das langkettige Maddrell-Salz (NaPO3)n oder Natriumtrimetaphosphat Na3P3O9.
Das Salz ist in Wasser leicht löslich und reagiert schwach sauer.
Das Hexahydrat der Verbindung hat eine monokline Kristallstruktur mit der Raumgruppe C2/c (Raumgruppen-Nr. 15).

## Verwendung
In der Lebensmittelchemie wird Na2H2P2O7 unter der Bezeichnung E 450a als Zusatzstoff für Backpulver verwendet; da es sauer reagiert, fördert es die Zersetzung der Triebmittel.
Da es als Pyrophosphat das Bestreben hat, aus seiner Umgebung Wasser aufzunehmen und hierbei das obengenannte Natriumdihydrogenphosphat zurückzubilden
{\displaystyle \mathrm {Na_{2}H_{2}P_{2}O_{7}+\ H_{2}O\longrightarrow 2\ NaH_{2}PO_{4}} }
wird es auch als wasserentziehendes Konservierungsmittel für Lebensmittel verwendet.